# ISO 2709
ISO 2709 es un estándar ISO para la descripción bibliográfica, titulado Formato de intercambio para información bibliográfica en casetes (en inglés Format for Bibliographic Information Interchange on Magnetic Tape. Es mantenido por el comité técnico para la información y documentación (TC 46).

## Historia
Ya en 1960 se desarrolló un formato de intercambio bibliográfico de la información, desarrollado bajo la dirección de Henriette Avram, de la Biblioteca del Congreso de los Estados Unidos, para codificar la información impresa en las fichas catalográficas. Primero fue creado como el estándar ANSI Z39.2, uno de los primeros estándares en tecnologías de la información, también llamado Formato de intercambio de información (en inglés Information Interchange Format). La última edición de ese estándar es Z39.2-1994 (ISSN: 1041-5653). La norma ISO reemplaza el estándar Z39.2. El estándar ISO 2709 fue creado en 1981, modificado en 1996, y la última modificación fue hecha en el año 2008 (ISO2709:2008)
.

## Estructura básica
Un ISO 2709 tiene cuatro secciones:
- Cabecera de registro: Los primeros 24 caracteres (coincide con bytes) del registro. Es la única porción del registro de longitud fija. Incluye la longitud del registro completo y la dirección inicial de la información contenida en el registro. También contiene información que indica cuántos caracteres se utilizan para los indicadores y para los identificadores de subcampos (como ^ o $).
- Directorio: El directorio provee la posición inicial de los campos en el registro, junto con las etiquetas de campos. Un directorio tiene cuatro partes que no pueden exceder los nueve caracteres de largo:
  - Etiqueta (tag) del campo (3 caracteres).
  - Largo del campo.
  - Posición del primer carácter del campo.
  - Parte definida en la implementación (opcional)
- Campo de datos: Una cadena de caracteres que contiene todos los campos y subcampos del registro.
- Separador de registros: Un simple carácter (IS3, de ISO 646).

## Campos
Hay tres tipos de campos en un registro, dentro de un ISO 2709:
- Campo identificador de registro: La identificación y el registro asignado por la organización que crea el registro. El identificador de registro del campo tiene la 001.
- Campos reservados: Campos reservados de suministro de datos que puedan ser necesarios para la tramitación del registro. Los campos reservados siempre tienen una etiqueta en el rango 002-009 y 00A a ZZZ.
- Campos bibliográficos: Están en el rango 010-999 y 0AA a ZZZ. Los campos bibliográficos contienen datos y un separador de campo (IS 2 de la norma ISO 646). También pueden tener estas sub-partes opcionales:
  - Indicador: (0-9 caracteres, codificados en el Leader). Los indicadores en general proporcionan más información sobre el contenido del campo, la relación entre el campo y otros campos del registro, o sobre las medidas requeridas en ciertos procesos de manipulación de datos.
  - Identificador: (0-9 caracteres) - Este identifica los datos bibliográficos en el campo. En caso de utilizarse, los identificadores se componen de un delimitador (1 carácter, IS 1 de ISO 646) y un código de identificación (1-9 caracteres, tal como se define en la cabecera, el leader), además de una cadena de longitud variable que contiene los datos.

## Ejemplo
Registro de documento catalogado con MARC21, codificado en formato ISO 2709. MARC21 es un ejemplo de la norma ISO 2709. Posee las siguientes características:
- Las etiquetas están sólo en el rango 002-999
- Hay dos caracteres indicadores en cada campo, y cada carácter por separado es un elemento de datos definido.
- El identificador dentro de los campos de datos (llamado "código de subcampo" en MARC21) es un único carácter ASCII precedido por IS 1 de la norma ISO 646.

00667cam 2200193u 4500 001000800000005001700008008004100025035002100066906004500087010001700132040001900149050001800168 100004700186245002200233260003800255300006800293700006900361991004300430�8316633 �20010813124442.0�830714s1939 enkaf j 000 0 eng � �9(DLC) 40031947� �a0�bcb c�cpremunv�du�encip�f19�gy-gencatlg� �a 40031947 � �aDLC�cCarP�dDLC �00�aPZ8.B327�bWh2�1 �aBaum, L. Frank�q(Lyman Frank),�d1856-1919.�14�aThe wizard of Oz,� �aLondon,�bHutchinson & co.�c[1939]� �a3 p.l., 208 p.�bfront., illus., plates (part col.) �c24 x 18 cm.�1 �aDenslow, William Wallace,�d1856-1915, [from old catalog]�eillus.� �bc-GenColl�hPZ8.B327�iWh2�tCopy 1�wPREM��